# Mauritius Open
Het Mauritius Open op het eiland Mauritius was een golftoernooi waarbij de deelnemers afkomstig waren uit de Europese PGA Tour, de Ladies European Tour en de European Senior Tour. Het toernooi bestond van 1994 t/m 2008. Vanaf 2010 is het alleen een toernooi van de Europese Senior Tour onder de naam MCB Open. Het toernooi van 2010 werd in december 2009 gespeeld.

## Mauritius Open
De eerste editie bestond uit 30 professionals en 60 amateurs, het laatste spelersveld had 70 professionals. Er waren 10 speelsters uit de Ladies Eropean Tour, 12 spelers uit de Senior Tour en 28 uit de Europese Tour; daarnaast waren er 20 plaatsen voor genodigden, inclusief vier professionals uit Mauritius, die hiervoor een kwalificatieronde moesten spelen. Voor het toernooi werd een 2-daagse Constance Hotels Pro-Am gespeeld, waarbij de amateurs iedere dag met een andere pro speelden. Het toernooi vond plaats in december. 
Alle spelers speelden op uitnodiging. Alle winnaars van de Ladies Tour en Senior Tour werden uitgenodigd en alle voormalige winnaars van het toernooi. 
Het toernooi werd op de Constance Belle Mare Plage Resort gespeeld en bestond uit drie rondes van 18 holes. De resultaten telden niet mee voor de Europese Order of Merit. 

De baan werd ontworpen door Ernie Els en heeft een par van 71. zes van de achttien holes liggen langs de oceaan. Het toernooirecord staat op naam van Roger Davis met een score van 199.
Na 2008 werd het toernooigestopt. Het werd vervangen door het Mauritius Commercial Bank Open van de Europese Senior Tour, dat van 2010 t/m 2012 gespeeld werd. 

## Nieuwe opzet
Er kwam een nieuw Mauritius Open in 2015. Dit werd het eerste toernooi dat meetelde voor de Europese Tour, de Asian Tour en de Sunshine Tour. Het toernooi werd uitgebreid tot 72 holes. Er doen in deze nieuwe opzet 40 professionals van iedere Tour mee en enkele genodigden. Na twee rondes gaan alleen de 65 beste spelers en ties door. Het toernooi telt mee sinds 2015 voor de wereldranglijst.

#### Winnaars
| - 1994: Michael McLean - 1995: Marcello Santi - 1996: Philip Golding - 1997: Gordon Sherry - 1998: Roger Davis (-14) | - 1999: Jonathan Lomas - 2000: Michael McLean - 2001: Sébastien Delagrange - 2002: Mark Mouland - 2003: Mark Mouland | - 2004: Miles Tunnicliff - 2005: Miles Tunnicliff - 2006: Van Philips - 2007: Peter Baker - 2008: Jamie Donaldson | - 2015: George Coetzee po (-13) - 2016: 12-15 mei |

po = gewonnen na play-off

## MCB Open
Het Mauritius Commercial Bank Open (MCB Open) wordt ook op de Legends Course van de Constance Belle Mare Plage Resort gespeeld en de twee Pro-Ams blijven op het programma staan. 